# Orleanske, Vasîlivka
Orleanske (în ucraineană Орлянське) este localitatea de reședință a comunei Orleanske din raionul Vasîlivka, regiunea Zaporijjea, Ucraina.

## Demografie
Componența lingvistică a localității Orleanske
     Ucraineană (89,81%)
     Rusă (9,01%)
     Alte limbi (0,13%)
Conform recensământului din 2001, majoritatea populației localității Orleanske era vorbitoare de ucraineană (89,81%), existând în minoritate și vorbitori de rusă (9,01%).